# Karczag Zoltán
Karczag Zoltán, Krausz (Kiscell, 1881. augusztus 17. – Budapest, 1944. december 10.) magyar festőművész.

## Élete
Karczag (Krausz) Vilmos és Steiner Sarolta fia. Budapesten a Képzőművészeti Főiskolán Székely Bertalan, Ferenczy Károly és Zemplényi Tivadar tanítványa volt. Később a müncheni Képzőművészeti Akadémián és Párizsban képezte magát. Tanulmányúton járt Németországban és Olaszországban. 1909-ben a Műcsarnokban rendezett kiállításon Enteriőr című pasztelljével szerepelt. Az első világháború alatt katonai szolgálatot teljesített és számos kitüntetést szerzett, majd 1918-ban Budapesten telepedett le és főképp arcképeket alkotott. 1928-ban a Nemzeti Szalonban  gyűjteményes kiállítást rendezett. Eleinte főleg figurális- és tájképeket festett. Zöld kapu című pasztelljét a Magyar Nemzeti Galéria grafikai gyűjteményében őrzik. Velencében, Rómában, Nápolyban és Firenzében sikerrel vett részt a nemzetközi kiállításokon. 1939-től részt vett az OMIKE Művészakció képzőművészeti kiállításain. 1944. december 10-én öngyilkosságot követett el.

## Magánélete
Házastársa Lándori Julianna volt, Leichter Ede és Stark Sarolta lánya, akit 1921. április 3-án Budapesten vett nőül.